# Abraham and Isaac
Abraham and Isaac (opusnummer W103) is een seriële compositie voor bariton en orkest uit 1963 van Igor Stravinsky.

## Achtergrond
Het werk is geschreven op verzoek van een muziekfestival in Israël en draagt als opdracht "to the people of the State of Israel". Stravinsky koos voor een toonzetting van Hebreeuwse teksten uit het Bijbelboek Genesis (hoofdstuk XXII, verzen 1 t/m 19). Het geeft het verhaal van Abraham, die zijn zoon Isaak zou moeten offeren. Stravinsky was het Hebreeuws niet machtig en raadpleegde diverse mensen die de taal konden spreken zodat de muziek aan de dictie kon worden aangepast. Om enigszins wegwijs in de tekst te blijven, liet Stravinsky ook de Engelstalige vertaling in het manuscript opnemen. Stravinsky begon in 1962 aan het werk en rondde het uiteindelijk op 3 maart 1963 af. Het zou nog meer een jaar duren voordat Robert Craft leiding gaf aan de première in Jeruzalem met Binyanei He'Ooma als solist. Het was daarna de bedoeling dat het werk aldaar zou blijven, maar het maakte toch een tocht rond de wereld. In 1965 werd het manuscript alsnog naar Jeruzalem gezonden.

## Compositie
Het werk is eendelig, maar er zijn diverse secties aangebracht, die soms met een tempoaanduiding of metronoomgetal zijn gemarkeerd. De verdeling ziet er inclusief tempi als volgt uit:
1. maat 1-72:  = 132
2. maat 73-90:  = 132 (stesso tempo) (= 'hetzelfde tempo')
3. maat 91-104:  = 120
4. maat 152-162:  = 96 (meno mosso)
5. maat 163-181:  = 76 (meno mosso)
6. maat 182-239:  = 72 (meno mosso)
7. maart 240-254:  = 60 (andante)

Het tempo wordt daarbij steeds trager.

### Dodecafonie
Het werk is gebaseerd op een twaalftoonsreeks, waarbij Stravinsky hexachorden in series plaatst en er canonisch mee varieert. 
De basisreeks is:
- G A♭ B♭ C D♭ A B E♭ D E G♭ F

Deze reeks is palindromisch in haar intervallen (in halvetoonschreden):
- 1-2-2-1-4-2-4-1-2-2-1

## Orkestratie
Voor de begeleiding van de bariton, die soms zingt en soms spreekt is een volledig bezet maar uitgedund orkest noodzakelijk. De musici spelen daarbij nooit allemaal tegelijk; de begeleiding bestaat soms maar uit enkele stemmen.
In het orkest zitten:
- 2 dwarsfluiten, 1 altfluit, hobo, althobo, klarinet, basklarinet, 2 fagotten
- hoorn, 2 trompetten, trombone, bastrombone, tuba
- strijkkwintet